# Lachtan ostrovní
Lachtan ostrovní (Arctocephalus philippii) je druh lachtanovitého ploutvonožce, který se vyskytuje na Ostrovech Neštěstí a Ostrovech Juana Fernandéze (západně od Chile). Jedná se o poměrně málo známý druh s výrazným velikostním pohlavním dimorfismem: zatímco samci měří až 2 m a váží kolem 140 kg, samice dosahují délky těla pouze 1,4 m a váží kolem 48 kg.

## Systematika
Druh popsal německý přírodovědec Wilhelm Peters v roce 1866. Peters pojmenoval nově objeveného lachtana po R. A. Philippim, bývalém řediteli Muzea národní historie v Santiago de Chile, který na ostrově Más a Tierra (součást Ostrovů Juana Fernándeze) opatřil první kůži a lebku druhu. Lachtan ostrovní náleží do rodu Arctocephalus, který zahrnuje úzce příbuzné lachtany s nevyjasněnými fylogenetickými vztahy.
Lachtan guadelupský (Arctocephalus townsendi) bývá někdy považován za poddruh lachtana ostrovního, a tedy označován jako Arctocephalus philippii townsendi. Podle analýzy DNA se však jedná o samostatné druhy, které se nicméně od sebe oddělily teprve nedávno (cca před 0,3 miliony lety).

## Popis

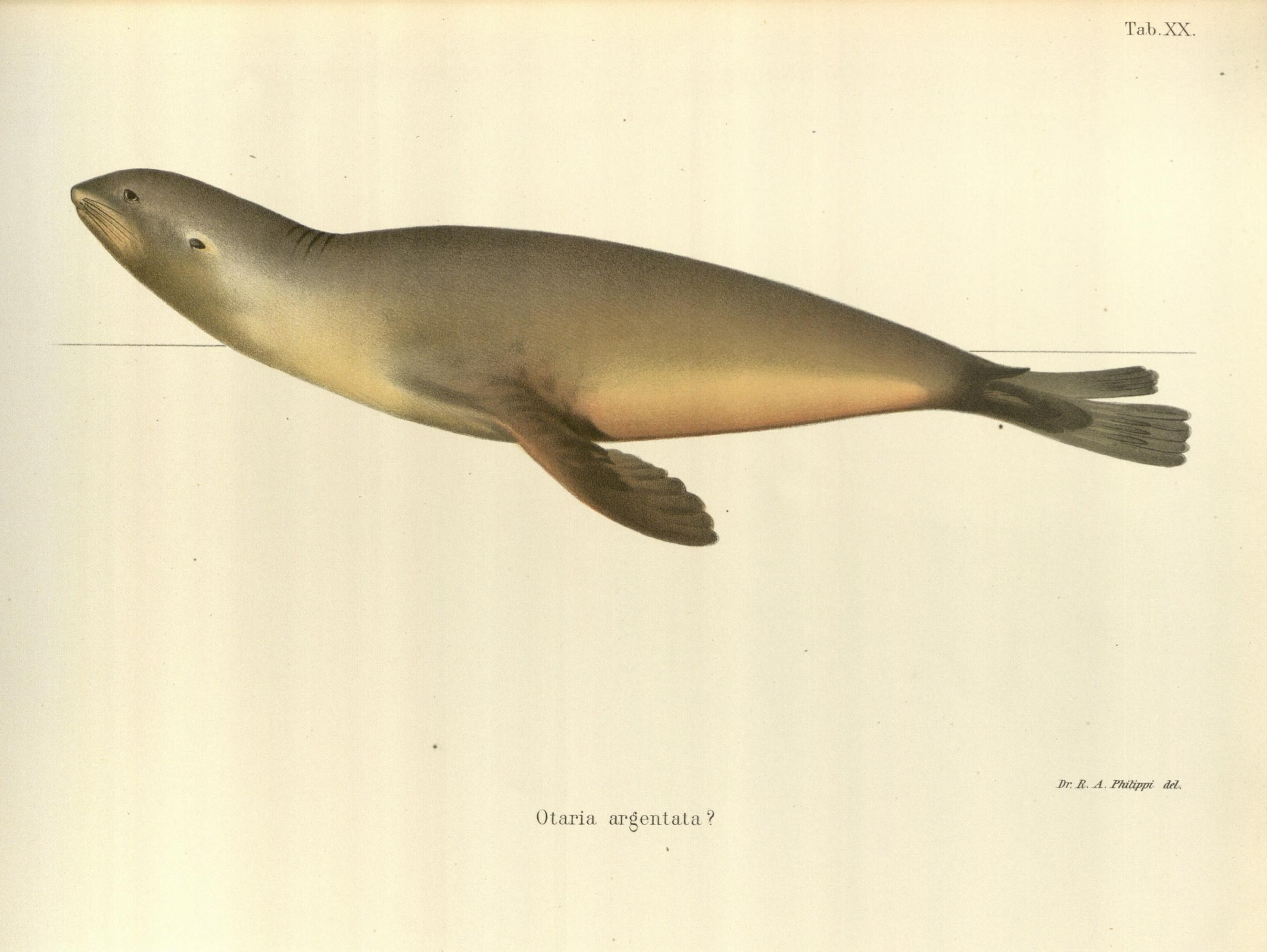
Ilustrace lachtana ostrovního

Tento statný lachtan se vyznačuje výrazným pohlavním dimorfismem. Samec dosahuje délky až 2 m a váží kolem 140 kg. Samice měří pouze 1,4 m a váží kolem 48 kg. Mláďata při narození měří kolem 65–68 cm a váží 6–7 kg. Pohlaví dimorfismus se projevuje již od narození. Mláďata samců jsou o cca 6–15% těžší a 3–7% delší než mláďata samic.
Lachtan ostrovní má huňatou srst s hustou podsadou. Hlava je mírně zakulacená s výraznými ušními boltci. Čenich je dlouhý, rovný, na horní hraně zarovnaný. Samice jsou šedohnědé až tmavě hnědé, zatímco samci jsou takřka černí, pouze hlava a ramena jsou stříbřitě šedé. Srst mláďat při narození je černě zbarvená. Zubní vzorec je I 3/2, C 1/1, PC 6/5.

## Biologie
Lachtan ostrovní obývá kamenité a písčité pláže se skalními římsami a jeskyněmi. Živí se vertikálně migrující kořistí, mezi kterou patří hlavně hlavonožci (převážně krakatice z čeledi Onychoteuthidae) a středně velké ryby, především lampovníkoví (Myctophidae). K predátorům lachtanů ostrovních patří kosatky i velké druhy žraloků, jako je žralok bílý.
Lachtan ostrovní je polygamní druh, který se rozmnožuje na souši na plážích, kde tvoří kolonie. Doba říje trvá od poloviny listopadu do konce ledna, v koloniích lachtani zůstávají do počátku září, maximálně do půlky října. Samci si od počátku doby říje snaží vyhradit malá teritoria o rozměrech kolem 36 m² s průměrným množstvím 4 samic. Samci mohou zabírat i čistě vodní teritoria, což je pro ně z hlediska kopulačního úspěchu stejně výhodné jako suchozemská teritoria. V případě zabírání vodních teritorií se samci soustřeďují na místa, kam se chodí samice zchladit v době vysokých teplot.

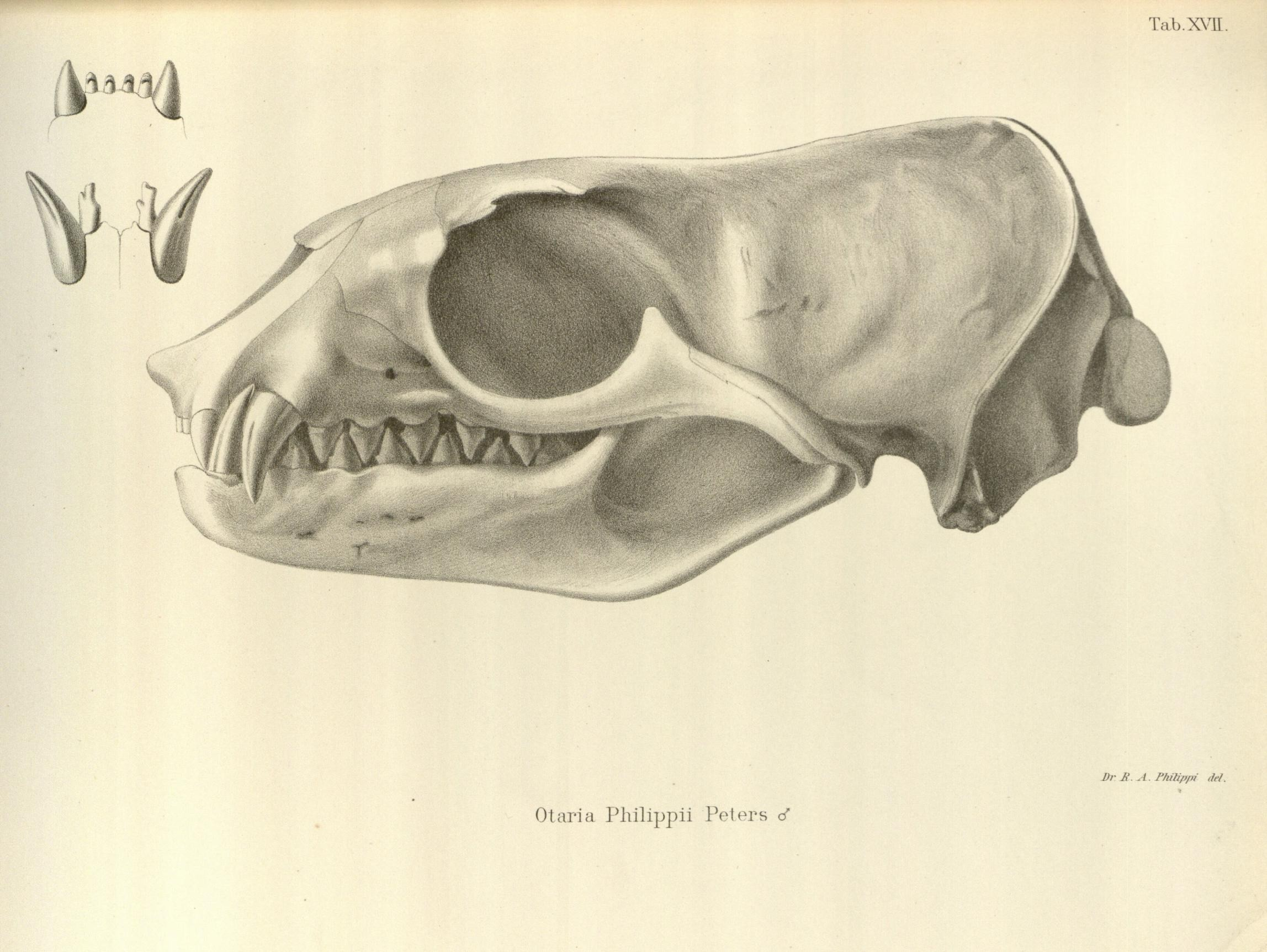
Lebka lachtana ostrovního

Samice vrhá každá jen jedno mládě do několika dní poté, co dorazí do kolonie. Několik dní po vrhu (v průměru 11 dní) se matka vydává na první lovnou výpravu na moře, zatímco mládě zůstává na břehu. Samice lachtana ostrovního podniká jedny z nejdelších lovných výprav ze všech lachtanovitých. Průměrně zůstává na moři 12 dní, avšak může se zdržet až 40 dní. Většinu z těchto výprav směřuje na jihozápad a západ od ostrovů Juana Fernandéze do hlubokých vod do vzdálenosti kolem 650 km od své kolonie. Jindy zamíří i k chilskému pobřeží až k 1200 km vzdálenému ostrovu Chiloé. Po mnohadenní lovné výpravě se samice navrací do své kolonie, kde stráví se svým potomkem v průměru 5 dní. K odstavení potomků patrně dochází ve věku 7–10 měsíců.
Délce lovných výprav odpovídá i složení mateřského mléka, které v prvním měsíci obsahuje nejvyšší množství energie a tuku ze všech lachtanovitých. Navzdory takto dlouhým výpravám se lachtan ostrovní potápí do průměrné hloubky pouze 12 m na 51 vteřin, může se však potopit i do 100 m hloubek na dobu kolem 6 minut. Takřka všechny ponory se přitom dějí v noci.

## Rozšíření a populace
Lachtan ostrovní se vyskytuje pouze na Ostrovech Neštěstí (jmenovitě Ostrov svatého Félixe a Ostrov svatého Ambrože) a Ostrovech Juana Fernandéze (cca 910, resp. 650 km západně od Chile). Drtivá většina populace se nachází na třech lokalitách Ostrovů Juana Fernandéze, a sice na Ostrově Robinsona Crusoea, Ostrově Alexandra Selkirka a ostrově Santa Clara. V roce 2015 se celkový počet lachtanů ostrovních odhadoval na 16 000 dospělců.

## Ohrožení a ochrana
Mezi lety 1793–1807 docházelo k brutálnímu lovu tuleňů ostrovních, který dosahoval průmyslových měřítek. V této době byl počet tuleňů ostrovních odhadován na 4 miliony jedinců. Po komerčních nájezdech tuleňářů se populace druhu zcvrkla na minimum. V roce 1891 zbývalo posledních 300–400 jedinců a v první polovině 20. století byl druh považován za vyhynulý. Až v roce 1965 byl lachtan ostrovní znovuobjeven na Ostrově Robinsona Crusoea a Ostrově Alexandra Selkirka. Ještě v roce 1969 byla populace druhu odhadnuta na 750 jedinců, avšak v roce 2005 to již bylo 32 278 jedinců. I přes poměrně razantní efekt hrdla lahve, kterým si druh prošel, se v populaci druhu vyskytuje poměrně velká genetická diverzita.
Vzhledem k omezenému areálu výskytu druhu během říje je lachtan ostrovní náchylný nenadálým událostem jako větší změny v rybářském průmyslu, nemoci nebo dopady změny klimatu. Ohrožují jej i těžké kovy, kterými je znečištěno jejich okolní prostředí.